# Chiesa dei Santi Rocco e Domenico
La chiesa dei Santi Rocco e Domenico (in veneto locale: Cesa de San Roco) è un luogo di culto cattolico di Conegliano, situato nel cuore della città, in corso Vittorio Emanuele II, nell'area tra la Contrada Granda e la stazione ferroviaria.

## Storia
La chiesa di San Rocco è un edificio seicentesco, eretto dalla comunità coneglianese come ex voto per la peste degli anni 1630.
Fu concepito allora come edificio barocco unito a una complesso conventuale di monache domenicane, che ebbe vita fino al primo decennio dell'Ottocento (soppresso dai provvedimenti napoleonici) e del quale ci è giunta solo la foresteria.
In città esisteva già un'antica cappella votiva dedicata a San Rocco, annessa nel Quattrocento alla chiesa del convento di San Francesco, a testimoniare una devozione che nei secoli si rinnovava.
Nei primi anni del XX secolo la chiesa subisce delle modifiche nel prospetto principale, con aggiunta di una nuova facciata, che ha beneficiato di un restauro nel 2002.

## Descrizione

### Esterni
L'edificio, esternamente, è di stile composito e frutto di lavori di molte epoche. La facciata attuale è opera novecentesca di Vincenzo Rinaldo (architetto della Chiesa di San Giovanni Battista a San Fior), tripartita e con tratti neoclassici: le tre parti sono divise da lunghe lesene ioniche, che terminano sotto l'architrave, al di sopra della quale uno spazioso frontone contiene bassorilievi.
La media altezza della facciata è centralmente decorata da un rosone inscritto in un quadrante, lateralmente aperta da due monofore a tutto sesto in cornice lapidea.
Nella parte bassa si accede al portale, attraverso un portico sostenuto da archi a tutto sesto, quello centrale abbellito da un timpano e da due colonnine ioniche.
La parete laterale sinistra è addossata a un palazzo, mentre quella di destra è visibile: molto in contrasto con la facciata, essa si presenta grezza e disadorna.
Dietro la struttura è presente il campanile: di piccole dimensioni e con una bifora per lato a livello della cella campanaria, esso si caratterizza per la terminazione a corona e per la mancanza di un orologio.

### Interni
Dentro la chiesa è a una navata, anch'essa di stile composito, dovuto alle suggestioni delle diverse epoche.
Non vi sono opere di particolare importanza storica, ma alcune sono degne di nota: tra esse la maggiore è Lo sposalizio mistico di Santa Caterina, grande pala d'altare di Francesco Beccaruzzi. Va citato l'affresco del soffitto Apoteosi dei Santi Rocco e Domenico (1827), in quanto opera di Giovanni De Min, l'artista che poi dipingerà gli interni di Villa Gera.

### Organi a canne
Sulla cantoria in controfacciata, si trova l'organo a canne costruito nel 1851 da Giovan Battista De Lorenzi e successivamente modificato più volte, rispettivamente da Rodolfo Guerrini nel 1930, Alfredo Piccinelli nel 1975 e Luciano Stradiotto nel 1994. Lo strumento è a trasmissione elettrica e dispone di 23 registri; le sue due consolle (l'una in cantoria, l'altra a pavimento) ha due tastiere di 61 note ciascuna e pedaliera concavo-radiale di 32 note.
Nel 2019 è stato installato provvisoriamente un organo positivo della ditta Verschueren, con due tastiere e pedaliera.